# Cambra (motorfiets)
Cambra is een Duits historisch merk van motorfietsen.
De bedrijfsnaam was: Dr. Carl M. Brandt Motoren GmbH, Berlin.
Dit was een van de weinige Berlijnse fabrikanten die viertaktmotoren verkocht en toepaste in motorfietsen van 180 en 198cc. De motorfietsproductie liep van 1921 tot 1926. Voor Duitse merken in de jaren twintig was dat erg lang. Veruit de meesten (honderden) hielden het niet langer dan twee à drie jaar vol.